# John Cruger senior

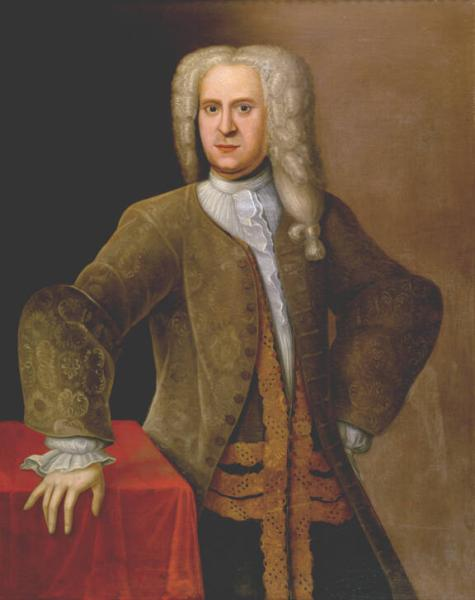
John Kruger Sr.

John Cruger Sr. (* zwischen 1677 und 1688 wahrscheinlich in Deutschland; † 13. August 1744) war zwischen 1739 und 1744 der 38. Bürgermeister von New York City. 

## Leben
Das Geburtsdatum von John Cruger wird in den Quellen unterschiedlich zwischen 1677 und 1688 angegeben. Er hatte dänische und deutsche Wurzeln. Seine Vorfahren verwendeten auch andere Schreibweisen des Familiennamens wie z. B. Krieger und Kruger. John wurde wahrscheinlich in Deutschland geboren. Über Bristol in England gelangte er um das Jahr 1698, anderen Angaben zufolge um 1700, in die damalige englische Kolonie Provinz New York. Dort wurde er ein erfolgreicher Händler, der auch zunehmend an politischem Einfluss in der Kolonie und in New York City gewann. Zwischen 1712 und 1734 gehörte er dem dortigen Stadtrat an und im Jahr 1739 wurde er zum dortigen Bürgermeister ernannt. Dieses Amt bekleidete er bis zu seinem Tod im Jahr 1744. Im Jahr 1741, also während Crugers Amtszeit als Bürgermeister, kam es in New York City zu mehreren Bränden, und es breitete sich eine Massenhysterie aus. Schwarze wurden beschuldigt, in einer Verschwörung mit armen Weißen die Stadt abbrennen zu wollen. 13 Schwarze wurden lebendig verbrannt und vier Weiße und 18 Schwarze wurden gehängt. Ansonsten scheint seine Amtszeit ohne besondere Zwischenfälle, zumindest was die Stadt New York betrifft, verlaufen zu sein. Sein Sohn John Cruger Jr. (1710–1791) war zwischen 1757 und 1766 ebenfalls Bürgermeister von New York City. 